# 京都丹後鉄道KTR300形気動車
京都丹後鉄道KTR300形気動車（きょうとたんごてつどうKTR300がたきどうしゃ）は、WILLER TRAINS（京都丹後鉄道）が運用している気動車である。

## 概要
MF100形・MF200形の後継形式として導入され、2019年5月18日に営業運行を開始した。2022年（令和4年）までに5両が出揃っている。
京都丹後鉄道になってからは初めての新形式であり、北近畿タンゴ鉄道が第一種鉄道事業者だった時代を含めるとKTR8000形以来23年ぶりである。
なお本形式は資産としては北近畿タンゴ鉄道（KTR）が所有している。

## 構造
車内にはUSB給電可能なUSBポートを備えている。また、車椅子対応の大型トイレも設置されている。
KTR301はその後の投入車両とは違いタイフォン部が見えていたが、2020年末ごろにタイフォン部分が加工され、KTR302以降と同じような顔つきになった。

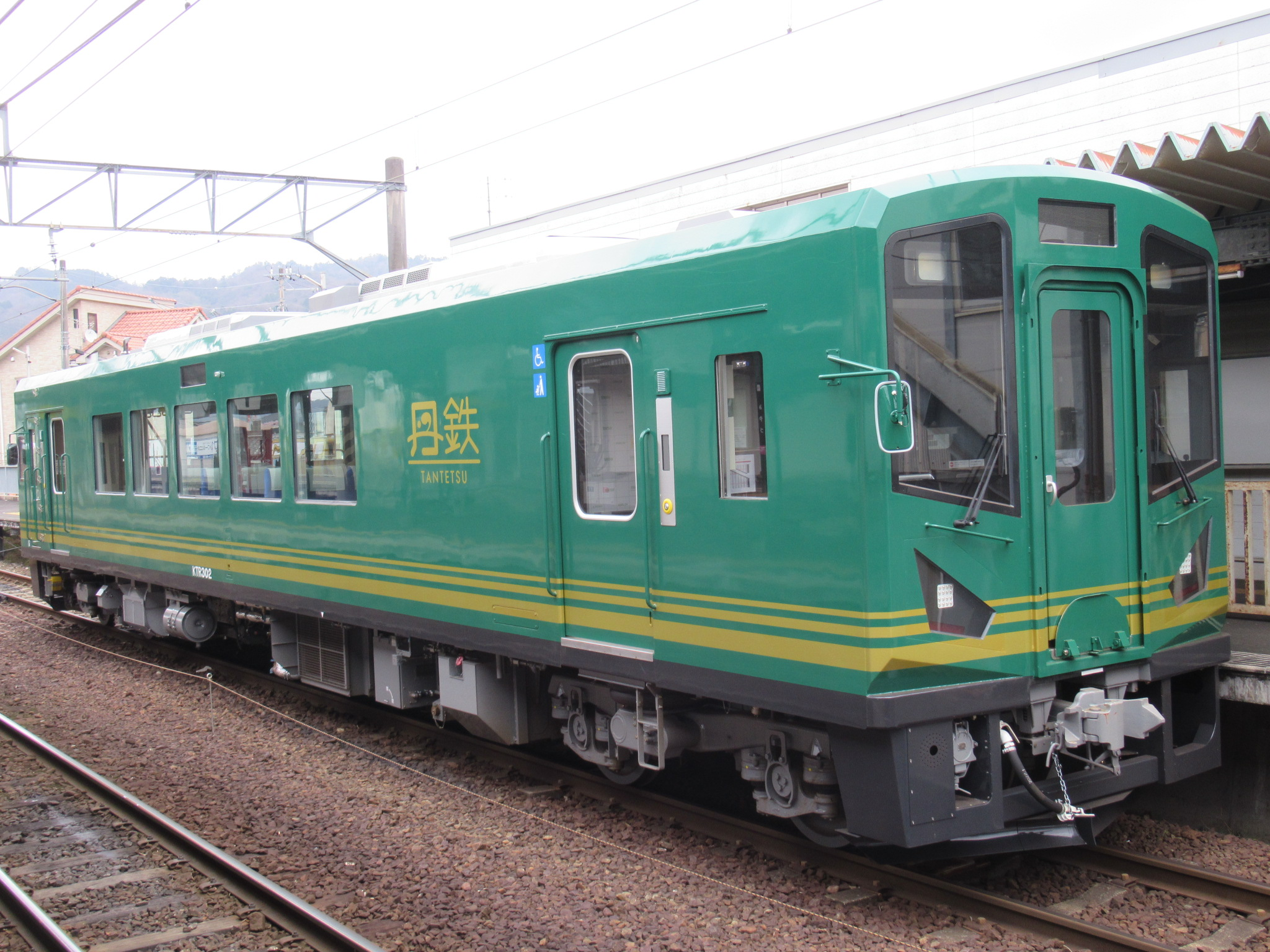
KTR302
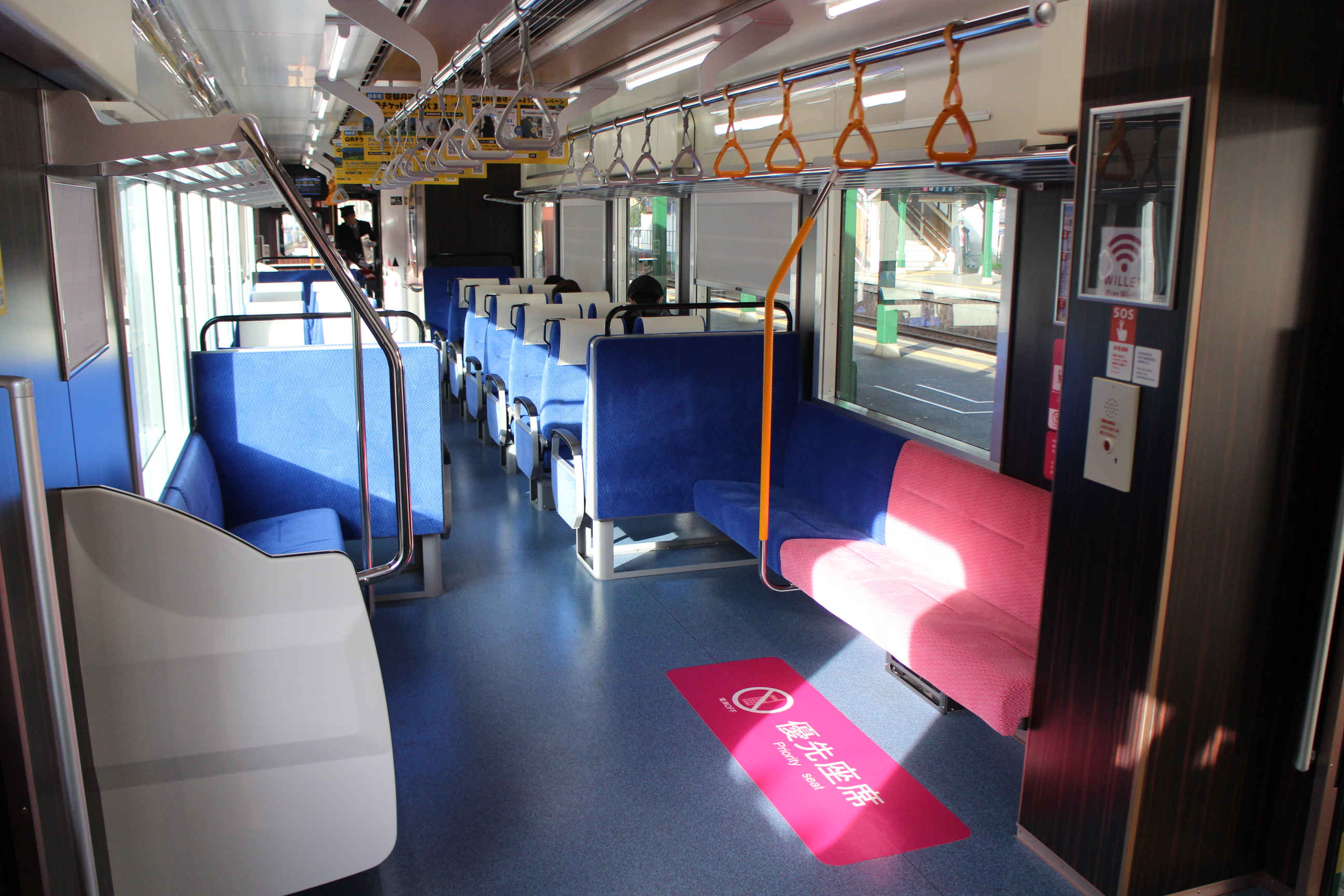
車内
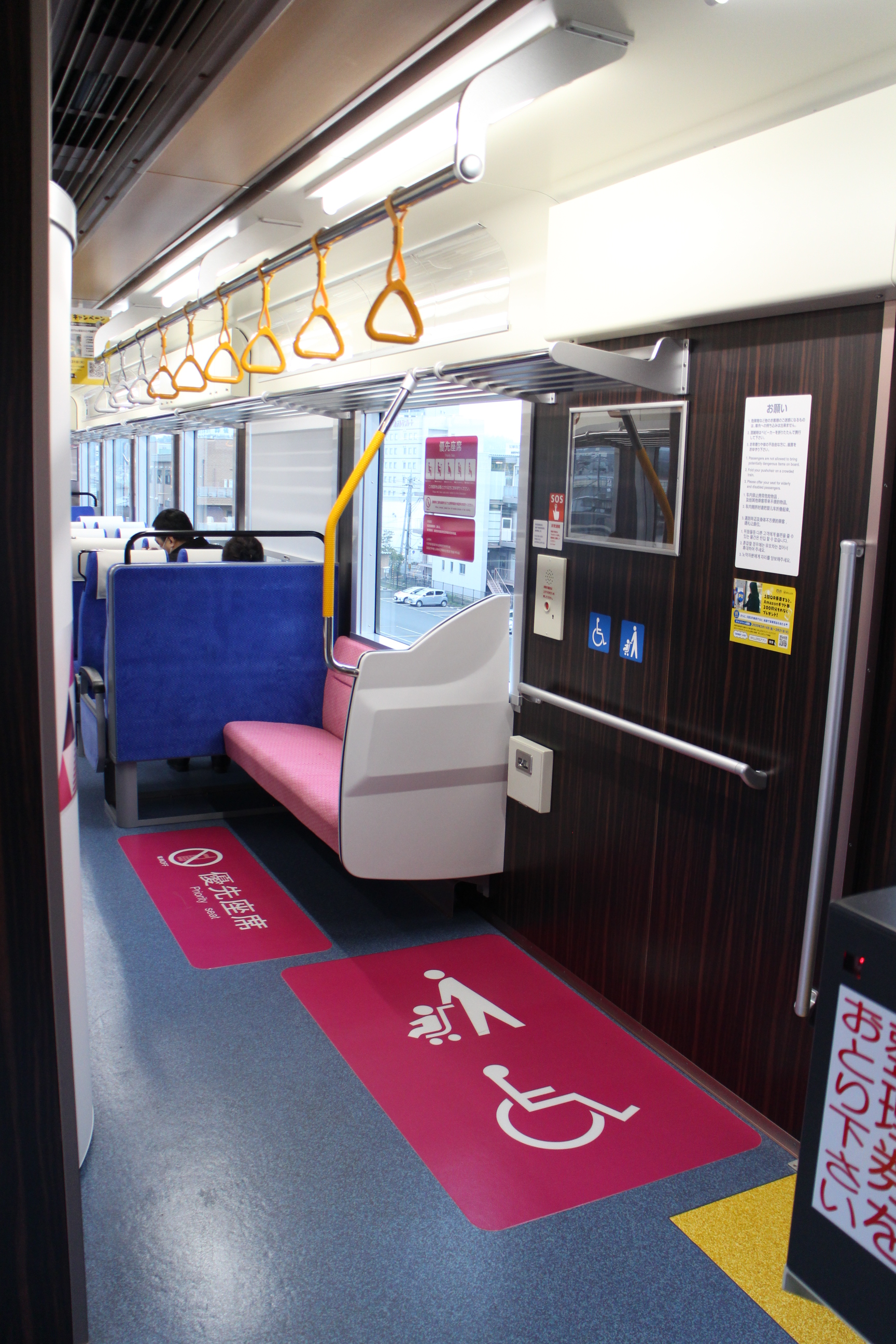
車椅子スペース
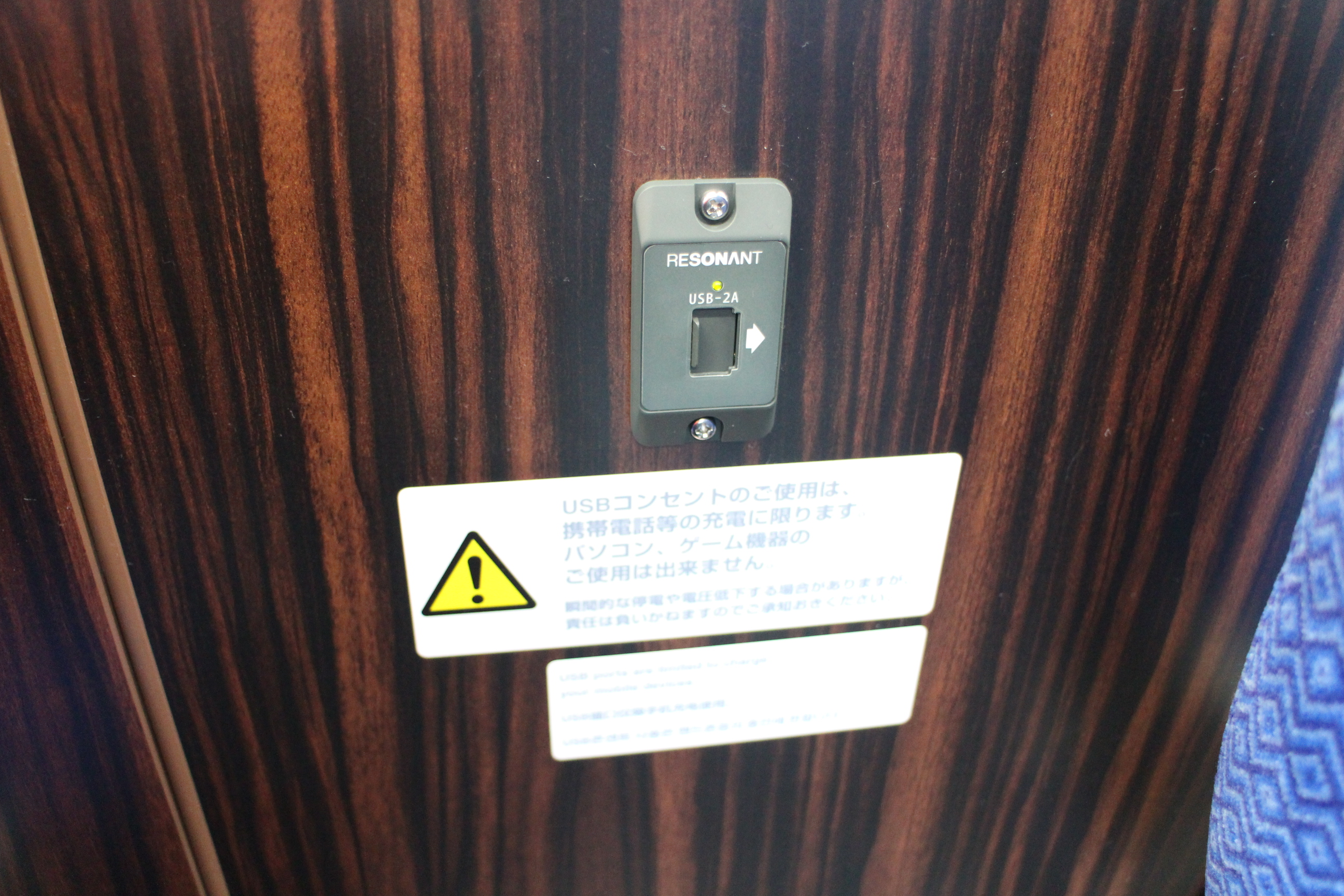
USBポート
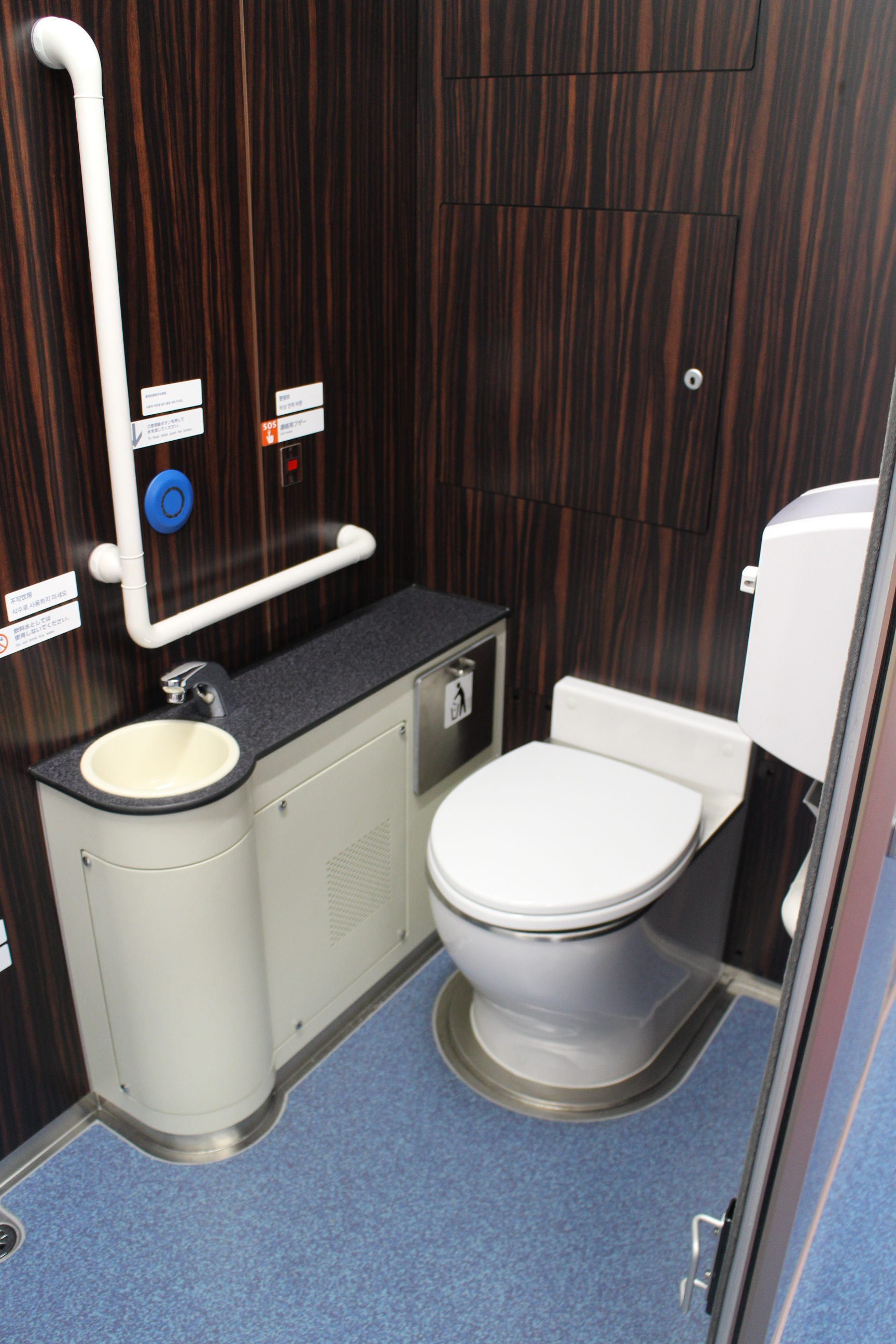
車いす対応のトイレ

## 運用
本形式は非常時を除き他形式との併結ができないことから、専用の運用が組まれている。2020年3月時点で定期列車での併結運転は行われていなかったが、2021年に303・304が導入されたのと同時に連結運転が開始され、301と302でも連結運転が行われるようになった。
福知山運転所にはトイレの排水処理設備が無いため、設備のある西舞鶴運転所まで回送列車が設定されており、非営業列車ながら西舞鶴駅 - 宮津駅間の宮舞線も走行している。